# Heinrich Grabau

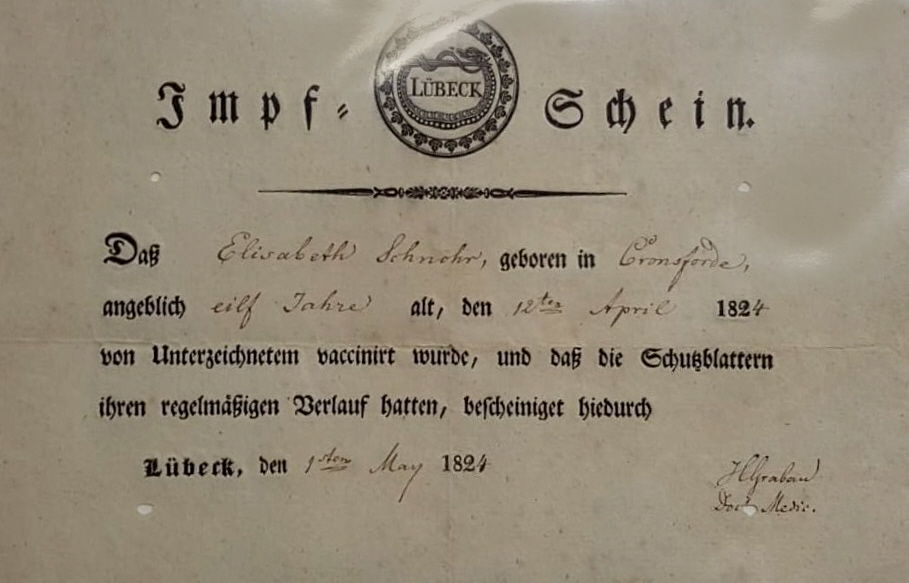
Von Heinrich Grabau ausgestellte Impfbescheinigung gegen Pocken (1824)

Heinrich Grabau (* 15. Juli 1795 in Lübeck; † 3. Januar 1829 ebenda) war ein deutscher Mediziner und Botaniker.

## Leben
Heinrich Grabau war ein jüngerer Sohn des Lübecker Kaufmanns Johann Peter Christopher Grabau († 1807); der spätere Senator Friedrich Wilhelm Grabau war sein älterer Bruder.
Er verließ das Katharineum zu Lübeck offenbar vorzeitig, um als Freiwilliger der Hanseatischen Legion in die Freiheitskriege zu ziehen. Ausweislich des Lübecker Bürgerbuchs nahm er im März 1815 seinen Abschied als Leutnant des Lübecker Kontingents. Bald danach studierte er Medizin und wurde zum Dr. med. promoviert; der Hochschulort ist bislang nicht ermittelt. Im Juli 1820 ließ er sich als Arzt in seiner Vaterstadt nieder. Von 1820 bis zu seinem Tod war Grabau Mitglied im Ärztlichen Verein zu Lübeck.
1828 ernannte ihn der Lübecker Rat zum Klosterarzt; damit war er für die medizinische Versorgung der Insassen des Armen- und Werkhauses im St.-Annen-Kloster zuständig. Im Winter 1828/29 brach im Kloster eine Typhus-Epidemie aus, deren Opfer auch Grabau wurde. Er starb als „ein Opfer treu erfüllten Berufes“, wie seine Geschwister in der Traueranzeige schrieben.
Schon als Schüler war er durch den Gärtner und Botaniker Marc de Wolf(f), der für den Apotheker und Naturforscher Franz Friedrich Kindt einen Botanischen Garten angelegt hatte und Kurse und Exkursionen für Apothekerlehrlinge und Schüler anbot, in die Kenntnisse der Botanik eingeführt worden. Die in diesem Kreis und u. a. von seiner Hand entstandenen Handschriften bilden die Grundlage moderner Botanik für die Region um Lübeck. Auf der Universität hat er sich neben seinen medizinischen Studien fortgesetzt weiter mit der Botanik beschäftigt. Er legte in jahrelanger Sammeltätigkeit ein Herbarium an, das Heinrich Christian Zietz bereits 1822 zu den Sehenswürdigkeiten der Hansestadt zählte. Zu seinen engen Freunden und Korrespondenzpartnern zählte Ernst Ferdinand Nolte. Das von Grabau hinterlassene Herbarium, das als „sehr reichhaltig, wohlgeordnet und erhalten“ beschrieben wurde, gelangte 1837 als Geschenk seines Bruders, des Senators Grabau, an das Katharineum zu Lübeck. Nach Peter Prahl war es Ende des 19. Jahrhunderts noch erhalten.